# Eddie McCreadie
Edward Graham McCreadie, más conocido como Eddie McCreadie (Glasgow, Escocia, 15 de abril de 1940), es un exfutbolista escocés que se desempeñó como defensa en el Chelsea FC.

## Selección nacional
Fue internacional con la Selección de fútbol de Escocia en 23 ocasiones y sin haber marcado un solo gol. Debutó el 10 de abril de 1965, en un encuentro del British Home Championship ante la selección de Inglaterra que finalizó con marcador de 2-2.

## Clubes
| Club               | País       | Año         |
| ------------------ | ---------- | ----------- |
| East Stirlingshire | Escocia    | 1959 - 1962 |
| Chelsea FC         | Inglaterra | 1962 - 1973 |

## Palmarés

### Campeonatos nacionales
| Título              | Club       | País       | Año     |
| ------------------- | ---------- | ---------- | ------- |
| Football League Cup | Chelsea FC | Inglaterra | 1964-65 |
| FA Cup              | Chelsea FC | Inglaterra | 1969-70 |

### Copas internacionales
| Título           | Club       | País       | Año     |
| ---------------- | ---------- | ---------- | ------- |
| Recopa de Europa | Chelsea FC | Inglaterra | 1970-71 |